# Chalcides lanzai
Chalcides lanzai är en ödleart som beskrevs av  Pasteur 1967. Chalcides lanzai ingår i släktet Chalcides och familjen skinkar. IUCN kategoriserar arten globalt som nära hotad. Inga underarter finns listade i Catalogue of Life.